# Karl-Heinz Jähn
Karl-Heinz Jähn (* 20. März 1932 in Gumbinnen/Ostpreußen) ist ein deutscher Übersetzer.

## Leben
Nach einem Studium der Slawistik an der Berliner Humboldt-Universität, das er mit dem Diplom abschloss, war Karl-Heinz Jähn als
Verlagslektor tätig. Seit den Sechzigerjahren übersetzte er
zahlreiche Werke aus dem Tschechischen, Slowakischen und Russischen ins Deutsche. Jähn lebt in Berlin.
Karl-Heinz Jähn ist Mitglied im PEN-Zentrum Deutschland und im Verband deutschsprachiger Übersetzer literarischer und wissenschaftlicher Werke. Für sein übersetzerisches Werk erhielt er u. a. 1984 den tschechischen Vítězslav-Nezval-Preis, 1991 die
L'udmila-Podjavorinská-Plakette sowie 1997 den Paul-Celan-Preis.

## Herausgeberschaft
- Die Insel für sechstausend Wecker, Berlin 1978
- 24 tschechische und slowakische Erzähler, Berlin 1979
- Ein Loch zur Welt, München 1980
- Hana Prošková: Der Mond mit der Pfeife, Berlin 1980
- Karel Čapek: Reisebilder, Berlin [u. a.] 1983
- Der Ritt auf dem schlafenden Riesen, Berlin 1985
- Jaroslav Seifert: Wermut der Worte, Berlin 1985
- Das Prager Kaffeehaus, literarische Tischgesellschaften, übersetzt von Reinhard E. Fischer, Fotos von Věra Dyková und Radko Pytlík. Volk und die Welt, Berlin 1988, 2. Auflage 1990, ISBN 3-353-00320-7.

## Übersetzungen
- Zdeněk Adla: 100 Tropfen, Berlin 1978
- Zdeněk Adla: Kunterbunte Tropfen, Berlin 1966
- Josef Bartoš: ČSM, Berlin 1960
- Konstantin Biebl: Bei einem Totenmahl, München 2003
- Konstantin Biebl: Die erste Palme, München 2002
- Konstantin Biebl: In memoriam Jiří Wolker, München 2003
- Konstantin Biebl: Plancius, Berlin 2000
- Konstantin Biebl: Slavětín, München 2003
- Konstantin Biebl: Wo wir jetzt leben möchten, München 2002
- Konstantin Biebl: Wolker, München 2006
- Jaroslava Blažková: Feuerwerk für Großpapa, Berlin 1966
- Karel Čapek: Daschenka oder Das Leben eines Hundekindes, Leipzig 1995
- Karel Čapek: Wie ein Theaterstück entsteht und Führer durch die Kulissenwelt, Berlin 1975
- Ivan Cigánek: Lidice, Prag 1982
- Hana Doskočilová: Der Maulwurf im Winter, Leipzig 1999
- Hana Doskočilová: Wie der Maulwurf das Mäuslein heilte, Leipzig 2001
- Mária Ďuríčková: Geschwister aus Stiefelheim, Berlin 1969
- Václav Dušek: Tage für die Katz, Berlin 1983
- Václav Erben: Maternas letzte Rolle, Berlin 1991
- Václav Erben: Die Tote im Foyer, Berlin 1972
- Gesang der Liebe zum Leben. Tschechische Lyrik der Gegenwart. Hrsg. von Manfred Jähnichen. Künstler. Ausstattung von Václav Blaha. Artia-Verlag, Praha 1983 [Vorw. von Manfred Jähnichen u. Kurzbiographien von Oldřich Rafaj, Josef Peterka. Die Interlinearübers. besorgte Karl-Heinz Jähn].
- František Halas: Der Hahn verscheucht die Finsternis, Berlin 1970
- Olga Hejná: Josefinchen, Berlin 1987
- Bohumil Hrabal: Bambini di Praga, Frankfurt am Main 1982
- Bohumil Hrabal: Erzählungen, Berlin 1984
- Bohumil Hrabal: Das Haaropfer, Berlin 1983
- Bohumil Hrabal: Ich habe den englischen König bedient, Frankfurt am Main 1988
- Bohumil Hrabal: Die Katze Autitschko, Frankfurt am Main 1992
- Bohumil Hrabal: Leben ohne Smoking, Frankfurt am Main 1993
- Bohumil Hrabal: Scharf überwachte Züge, Berlin 1982
- Bohumil Hrabal: Schneeglöckchenfeste, Berlin 1990
- Bohumil Hrabal: Der Tod des Herrn Baltisberger, Berlin 1970
- Bohumil Hrabal: Verkaufe Haus, in dem ich nicht mehr wohnen will, Frankfurt am Main 1994
- Bohumil Hrabal: Wollen Sie das Goldene Prag sehen?, Berlin 1981
- Klára Jarunková: Der Hund, der einen Jungen hatte, Berlin 1978
- Klára Jarunková: Kater Thomas, der keine Angst vorm Dunkeln hatte, Berlin 1982
- Klára Jarunková: Die Zunge, die nicht sprechen wollte, Berlin 1973
- Franz Kafka: Briefe an die Eltern aus den Jahren 1922–1924, Praha 1990
- Jaromír Kincl: Das Schilfmännlein und der Teich, Leipzig 2000
- Pavel Kohout: Ich schneie, München 1992
- Pavel Kohout: Die lange Welle hinterm Kiel, München 2000
- Pavel Kohout: Meine Frau und ihr Mann, München 1998
- Pavel Kohout: Sternstunde der Mörder, Berlin 1995
- Pavel Kohout: Zyanid um fünf, Berlin 1996
- Jiří Marek: Der Brandstifter, Berlin 1988 (übersetzt zusammen mit Gustav Just)
- Jiří Marek: Männer gehen im Dunkeln, Berlin 1964
- Jiří Marek: Panoptikum alter Kriminalfälle, Berlin 1971 (übersetzt zusammen mit Gustav Just)
- Jiří Marek: Panoptikum der Altstadt Prag, Berlin 1981 (übersetzt zusammen mit Gustav Just)
- Jiří Marek: Panoptikum sündiger Leute, Berlin 1974 (übersetzt zusammen mit Gustav Just)
- Kryštof Matouš: Vom Ameisenferdinand und dem Käfer Tollpatsch, Leipzig 2000
- Kryštof Matouš: Vom Ameisenferdinand und seinem Pferdchen, Leipzig 1998
- Kryštof Matouš: Vom Ameisenferdinand und seinen tapferen Freunden, Leipzig 1999
- Zdeněk Miler: Der Maulwurf feiert Weihnachten, Leipzig 2001
- Zdeněk Miler: Der Maulwurf und der Adler, Leipzig 1997
- Zdeněk Miler: Der Maulwurf und der Fernseher, Leipzig 2004
- Zdeněk Miler: Der Maulwurf und der grüne Stern, Leipzig 2001
- Zdeněk Miler: Der Maulwurf und der kleine Schneemann, Leipzig 2001
- Zdeněk Miler: Der Maulwurf und der Regenschirm, Leipzig 2004
- Zdeněk Miler: Der Maulwurf und die Hasenfamilie, Leipzig 2002
- Zdeněk Miler: Vom Maulwurf und seinen Freunden, Leipzig 1998
- Vítězslav Nezval: Der Prager Spaziergänger, Berlin 1984
- Josef A. Novotný: Der Maulwurf in der Stadt, Leipzig 1997
- Eduard Petiška: Der Maulwurf und sein kleines Auto, Leipzig 1996
- Eduard Petiška: Wie der Maulwurf zu seinen Hosen kam, Leipzig 1995
- Mária Rázusová-Martáková: Jánošík, der Held der Berge, Berlin 1969
- Miroslav Skála: Hochzeitsreise nach St. Ägidien, Berlin 1976
- Miroslav Skála: Reise um meinen Kopf in vierzig Tagen, Berlin 1982
- Josef Škvorecký: Feiglinge, Neuwied [u. a.] 1968
- Stifter reloaded. Ein Dutzend bunter Steine. Hrsg. v. Netzwerk Memoria. Picus-Verl., Wien 2005, ISBN 3-85452-486-2.
- Jaroslav Tafel: Mein heißer Sommer mit Sherlock Holmes, Aarau [u. a.] 1997
- Tausendäugig diese Häuser. Prag u. Berlin in Lyrik u. Prosa. Hrsg. v. Drahomíra  Vlašínová. Buchverlag Der Morgen, Berlin 1985 [d. Prag-Ausw. besorgte Drahomíra Vlašinová. Prosaübertr. u. Interlinearübers. aus d. Tschech.: Karl-Heinz Jähn. Nachdichtungen von Waldemar Dege. Die Berlin-Ausw. traf Annegret Herzberg. Ill.: Rastislav Michal u. Herbert Tucholski].
- Hana Zelinová: Tüpfelnäschen, Berlin 1985

| Personendaten    | Personendaten                        |
| ---------------- | ------------------------------------ |
| NAME             | Jähn, Karl-Heinz                     |
| KURZBESCHREIBUNG | deutscher Übersetzer und Herausgeber |
| GEBURTSDATUM     | 20. März 1932                        |
| GEBURTSORT       | Gumbinnen, Ostpreußen                |